# Frank Farian
Frank Farian (născut Franz Reuther; n. 18 iulie 1941, Kirn, Renania-Palatinat, Germania – d. 23 ianuarie 2024, Miami, Florida, SUA) a fost un producător și compozitor german, cunoscut mai mult ca fondator formației disco-pop din anii 1970, Boney M. precum și creierul din spatele grupurilor Milli Vanilli, Eruption și La Bouche. Productiile sale muzicale au obținut multiple certificări cu aur și platină. Tatăl său a decedat în Al Doilea Război Mondial, Frank rămânând orfan de tată.A crescut până în anii '50 cu muzică pop din străinătate (Marea Britanie și America). Și-a fondat prima sa trupă în anii '60, aceasta fiind numită ,,Frankie Farian & die Schatten". A lucrat drept bucătar în Germania până când și-a început cariera de producător.